# Vila Real, Bồ Đào Nha
Vila Real là một huyện thuộc tỉnh Vila Real, Bồ Đào Nha. Huyện này có diện tích 377 km², dân số thời điểm năm 2001 là 49957 người.